# Villalba del Alcor
Villalba del Alcor és un poble de la província de Huelva (Andalusia), que pertany a la comarca d'El Condado.

## Demografia
| 1996 | 1998 | 1999 | 2000 | 2001 | 2002 | 2003 | 2008 | 2010 | 2012 |
| ---- | ---- | ---- | ---- | ---- | ---- | ---- | ---- | ---- | ---- |
| 3618 | 3587 | 3589 | 3604 | 3530 | 3520 | 3475 | 3839 | 4060 | 4245 |

## Fills il·lustres
- Nicolas Tenorio Cerero, jutge i historiador (1863-1930)